# Costemilophus
Costemilophus is een kevergeslacht uit de familie van de boktorren (Cerambycidae). De wetenschappelijke naam van het geslacht werd voor het eerst geldig gepubliceerd in 2005 door Galileo & Martins.

## Soorten
Costemilophus is monotypisch en omvat slechts de volgende soort:
- Costemilophus aurantius Galileo & Martins, 2005